# Casa Torre de Balda
La Casa Torre de Balda es un edificio perteneciente a la localidad guipuzcoana de Azcoitia. En ella residió Marina de Licona, madre de San Ignacio de Loyola.

## Historia
La casa-torre data del siglo XIII, y es un tipo de construcción que responde al esquema típico de la época en la zona guipuzcoana. Aunque en origen su función era fundamentalmente defensiva, en el siglo XIV fue desmochada –es decir, se eliminó su zona más alta (el torreón)– por orden del rey Enrique IV de Castilla, al igual que hizo con otras edificaciones del mismo tipo de la zona, como la Casa-Torre Enparan de Azpeitia. Así, desde esa demolición superior parcial la casa-torre conserva su aspecto en líneas generales, lo cual la hace representativa de los caseríos señoriales guipuzcoanos.
Por otro lado, desde el punto de vista histórico la casa ha sido un foco de interés principal en las Guerras de bandos, siendo uno de los centros gamboínos por excelencia. Además, en la Casa-Torre de Balda vivió Marina Sánchez de Licona, la madre de San Ignacio de Loyola, hasta 1467, fecha en la que se casó con Beltrán de Loyola. Desde  dicha casa torre salió también para América, Don Martín de Balda, hermano de Marina, junto a su hijo, destinado como Oidor para la Real Cancillería de Lima.

## Estructura
El edificio tiene planta irregular, debido a que ha sido remodelado y se le han hecho añadidos en multitud de ocasiones. La base y la zona baja están hechas en mampostería (con los sillares más trabajados en las esquinas), mientras que la parte superior está hecha con ladrillo rojo menos resistente. De la torre que había antes de que fuese demolida se conservan unas ventanas gemelas con arcos apuntados.
El interior se divide en cuatro plantas (planta baja, dos alturas y un desván). El edificio tiene varios cuerpos, uno de los cuales contiene una capilla en honor a San Ignacio de Loyola.